# Banca CR Firenze
Banca CR Firenze est une ancienne banque italienne dont le siège était à Florence.

## Histoire
En 1992, en vertu de la Legge Amato, les activités bancaires et la propriété sont séparées en une société par actions et une fondation bancaire Ente Cassa di Risparmio di Firenze.
Les participations importantes des caisses d'épargne de Civitavecchia et d'Orvieto sont également acquises à la fin des années 1990. Après plusieurs transactions, Banca CR Firenze atteint une participation de 51 % dans Civitavecchia et de 51,575 % dans Orvieto en 2000.
En novembre 1999, l'Ente a vendu une partie des actions de la banque à Sanpaolo IMI et BNP Paribas. En 2000, la banque est devenue une société cotée à la Borsa Italiana, l'Ente ne détenant plus que 50 % des actions. À la fin de l'année 2000, l'Ente CR Firenze détenait 43,18 % des parts, Sanpaolo IMI 19,09 %, BNP Paribas 6,99 %, l'Ente of Pistoia and Pescia Saving Bank 3,95 %, Banca Carige 0,82 % et Cassa di Risparmio di Padova e Rovigo 0,82 %, 25,15 % sont détenus par le public. Cependant, Ente CR Firenze détient également 2,57 % des actions de Sanpaolo IMI en tant que sixième actionnaire, ce qui lui confère une participation directe et indirecte de 43,67 % dans Banca CR Firenze SpA, mais sans droit de vote.